# Ельстергайде
Ельстерайде (нім. Elsterheide, в.-луж. Halštrowska Hola) — громада в Німеччині, розташована в землі Саксонія. Входить до складу району Бауцен.
Площа — 126,85 км2. Населення становить 3435 ос. (станом на 31 грудня 2020).